# Манасис Илиадис
Манасис Илиадис (на гръцки: Μανασσής Ηλιάδης) е гръцки учен лекар и общественик.

## Биография
Манасис Илиадис е роден в 1730 година в Мелник, тогава в Османската империя. Учи в гръцката академия в Букурещ при Александрос Тирнавитис. В 1759 – 1769 сам преподава аристотелианска философия в Букурещката академия по системата на Теофилос Коридалеас. На 40 години заминава да учи медицина в Падуа и Болоня. Връща се във Влашко, но не остава дълго, тъй като Александрос I Ипсилантис го изпраща да учи в Германия естествени науки. След завършването си отива във Влашко, където работи като лекар и след завръщането си във Влашко продължава да преподава. В периода 1783 – 1784 е в Сибиу, Трансилвания, откъдето си кореспондира с проповедника на Вселенската патриаршия Доротеос Вулисмас. В 1792 година вече е във Виена, където умира в 1805 година. Баща е на лекаря Теодосиос Илиадис. Автор е на многобройни трудове.